# 阿波羅尼奧斯圓

圖 1 ：阿波羅尼奧斯圓。每一個藍色圓與每一個紅色圓相互正交。每一個紅色圈都經過點 C 與點 D 。

阿波羅尼奧斯圓是兩個相關的圓族。第一個圓族的每一個藍色圓與第二個圓族的每一個紅色圓相互正交。這些圓構成了雙極坐標系的基。阿波羅尼奧斯圓是希臘數學家阿波羅尼奧斯發現的。

## 定義
阿波羅尼奧斯圓是線段定義的，標記此線段為 {\displaystyle {\overline {CD}}\,\!} 。

### 第一族（藍色圓）
第一族中的每一個都由一個正實數 r 確定，這些圓定義為滿足下列條件的點 X 的軌跡：
{\displaystyle \left\{X\mid {\frac {d(X,C)}{d(X,D)}}=r\right\}.}
即 X 到 C 的距離與 X 到 D 的距離之比值為 r.
當 r 很接近零時，相應的圓會靠近 C 的一側，而對接近 ∞ 的 r, 相應的圓則靠近 D 的一側。至於當r = 1 時，該圓會退化為線段 CD 之中垂線。

### 第二族（紅色圓）
第二族中的每個圓都由角 θ 確定， 這些圓定義為滿足下列條件的點 X 的軌跡：
{\displaystyle \left\{X\mid \;\measuredangle CXD\;=\theta \right\}.}
其中{\displaystyle \measuredangle CXD} 表示 CXD 的有向角。
當 θ 取遍 0 到 π 之所有值時，上式生成所有經過 C 和 D 的圓。

## 性質
不一樣圓圈的固定比例 {\displaystyle k\,\!} 必不一樣。每一個藍圓與藍圓之間互不同心，互不相交。
每一個藍圓與每一個紅圓以直角相交，可以簡易地解釋如下：關於一個圓心為點 C 的圓 Q ，一族的藍阿波羅尼奧斯圓的反演像，形成了一組同心圓，其圓心在點 D' 。點 D 關於圓 Q 的反演是點 D' 。同樣的變換把一族的紅圓反演為一組從點 D' 放射出來的直線。這樣，反演將雙極坐標變換為極坐標。在極坐標裏，每一條徑向線與 圓心為原點的圓圈 以直角相交。由於反演是一個共形變換，所以，每一個藍圓圈與每一個紅圓圈以直角相交。

## 双极坐标系
一对给定的蓝色圆（{\displaystyle \tau \,\!}-等值曲線）和红色圆（{\displaystyle \sigma \,\!}-等值曲線）能够产生两个交点，为取得双极坐标系，需要通过一种方法指定正确的点。
等角弧是点 X 的轨迹，其与点 C 与 D 分别形成的向量之间满足以下的有向角关系：
{\displaystyle \operatorname {isopt} (\theta )=\left\{X\ {\Biggl |}\ \measuredangle {\biggl (}{\overrightarrow {XC}},{\overrightarrow {XD}}{\biggr )}=\theta +2k\pi \right\}.}
这样的弧在红色圆内，并以点 C 与 D 为界，而圆的剩余部分由 isopt(θ + π) 给出。整段红色圆的描述则由两直线之间的夹角给出：
{\displaystyle {\text{full red circle}}=\left\{X\ {\Biggl |}\ \measuredangle {\biggl (}{\overrightarrow {XC}},{\overrightarrow {XD}}{\biggr )}=\theta +k\pi \right\}}

## 參閱
- 反演